# Staffa (anatomia)
La staffa è un piccolo osso (circa 0,3 cm) pari e simmetrico contenuto all'interno dell'orecchio medio. Trasmette le vibrazioni prodotte dalle onde sonore e trasportate dalla catena degli ossicini dell'udito all'orecchio interno, articolandosi da un lato con l'incudine ed inserendosi dall'altro nella finestra ovale. È l'osso più piccolo e leggero del corpo umano e fu descritto nel 1546 dal professor Gianfilippo Ingrassia all'Università degli Studi di Napoli.
La staffa è presente in tutti i vertebrati dotati di orecchio medio, ovvero nei tetrapodi. Nei tetrapodi non mammiferi prende anche il nome di columella auris.

## Negli altri animali
La staffa è presente in tutti i mammiferi. Nei tetrapodi non mammiferi, l'omologo della staffa è solitamente detto columella auris; tuttavia, nei rettili sono utilizzati entrambi i termini.

## Evoluzione
Filogeneticamente, la staffa deriva dall'epibranchiale dell'osso iomandibolare, cioè dalla porzione dorsale dell'arco ioideo (secondo arco viscerale), che nei pesci, privi di orecchio medio ed esterno, funge da elemento di sospensione dell'arco orale. Nei mammiferi, alla staffa si aggiungono gli altri due ossicini della catena uditiva, l'incudine ed il martello, derivati rispettivamente dal quadrato e dall'articolare, le due ossa dell'arco orale che permettono l'articolazione mascella-mandibola nei pesci ossei e negli altri tetrapodi non mammiferi.